# Пржевальский, Владимир Михайлович
Влади́мир Миха́йлович Пржева́льский (1840, Смоленская губерния — 1900, Москва) — адвокат и общественный деятель в Москве, редактор «Юридического вестника».

## Биография
Родился 6 (18) июля 1840 года в селении Отрадное Смоленской губернии, в семье отставного поручика Михаила Кузьмича Пржевальского, принадлежавшего к белорусскому шляхетскому роду Пржевальских. Место, где он родился, находится в четырёх километрах от деревни Мурыгино Починковского района Смоленской области; здесь установлен мемориальный знак в честь его старшего брата Н. М. Пржевальского.
После окончании в 1855 году обучения в Смоленской гимназии из-за юного возраста был принят на юридический факультет Московского университета только в следующем году. По окончании университета со степенью кандидата на три года уехал за границу с одним из семейств; посещал университеты в Германии и Франции. С 1863 года преподавал историю в различных учебных заведениях Москвы: в кадетском корпусе и в 4-й московской гимназии.
С 1866 года служил обер-секретарём во II отделении VI департамента Сената, после закрытия которого, в 1870 году поступил в присяжные поверенные округа московской судебной палаты. Был присяжным стряпчим Московского коммерческого суда (1873—1876), где считался «банковских дел мастером». Участвовал в громких процессах: в деле игуменьи Митрофании защищал её сообщника — купца Махалина, в иске Московского университета против М. Н. Каткова, защищал Либермана в деле о «клубе червонных валетов».

Не рассчитывая на один свой талант, который и сам по себе был более чем внушителен, он вкладывал в каждое вверенное ему дело массу труда и знаний, это делало его таким опасным противником, что вступать с ним в единоборство было не так просто. С первого же года его зачисления в сословие у него создалась огромная клиентура. Пржевальский явился огромной силой как в гражданском, так и уголовном процессе, и не удивительно, что его скоро оценили, и редкое крупное дело обходилось без его участия.— Русские судебные ораторы в известных уголовных процессах XIX века // Сост.: И. Потапчук. — Тула, 1997. — С. 813.
В течение 8 лет он состоял членом московского губернского и по земским делам присутствия, был соредактором «Юридического Вестника». Он являлся товарищем председателя «Московского юридического общества», членом правления и секретарём Общества любителей правильной охоты, действительным членом Общества любителей естествознания, антропологии и этнографии, членом Императорского Русского музыкального общества.
В 1881—1900 годах был гласным Московской городской думы. В 1879—1901 годах ему принадлежал дом № 23 на Арбате.
Умер в Москве 25 января (6 февраля) 1900 года. Похоронен на кладбище Алексеевского женского монастыря.
Сын, действительный статский советник Владимир Владимирович Пржевальский (1869—1919), также стал известным адвокатом и политическим деятелем. Он был женат на дочери московского купца Н. А. Лукутина, Любови Николаевне (1886—1965). У них родилось четыре сына: Евгений (умер младенцем), Владимир (1907—1956), Николай (1909—2000) и Михаил (1912—1997).

## Публикации
- Защитительные речи прис. пов. Ордина, А. Н. Турчанинова, Н. П. Карабчевского, Л. Е. Владимирова, Ф. Н. Плевако, Н. И. Холевы, П. А. Александрова, Л. А. Куперника, В. М. Пржевальского и К. Ф. Одарченко Русские судебные ораторы в известных уголовных процессах [Т. 1] — 1895
- Обвинительные речи прокуроров: Н. В. Муравьева, В. И. Жуковского, К. Н. Жукова и В. И. Петрова Т. 2 — 1897
- Защитительные речи присяжных поверенных: кн. Урусова, Андреевского, Карабчевского, Герарда, Холевы, Шмакова, Турчанинова, Миронова, Лохвицкого, Плевако, Блюмера, Пржевальского Т. 4 — 1899
- Обвинительные речи прокуроров: Кони, Лузгина, Курлова, Шадурского и др. Т. 6 — 1902
- Выдающиеся русские судебные процессы. Речи защитников: [С. А. Андреевского, Ф. Н. Плевако, В. М. Пржевальского, В. Д. Спасовича, Н. П. Шубинского] и гражданских истцов — 1903